# 警察特殊タスクフォース

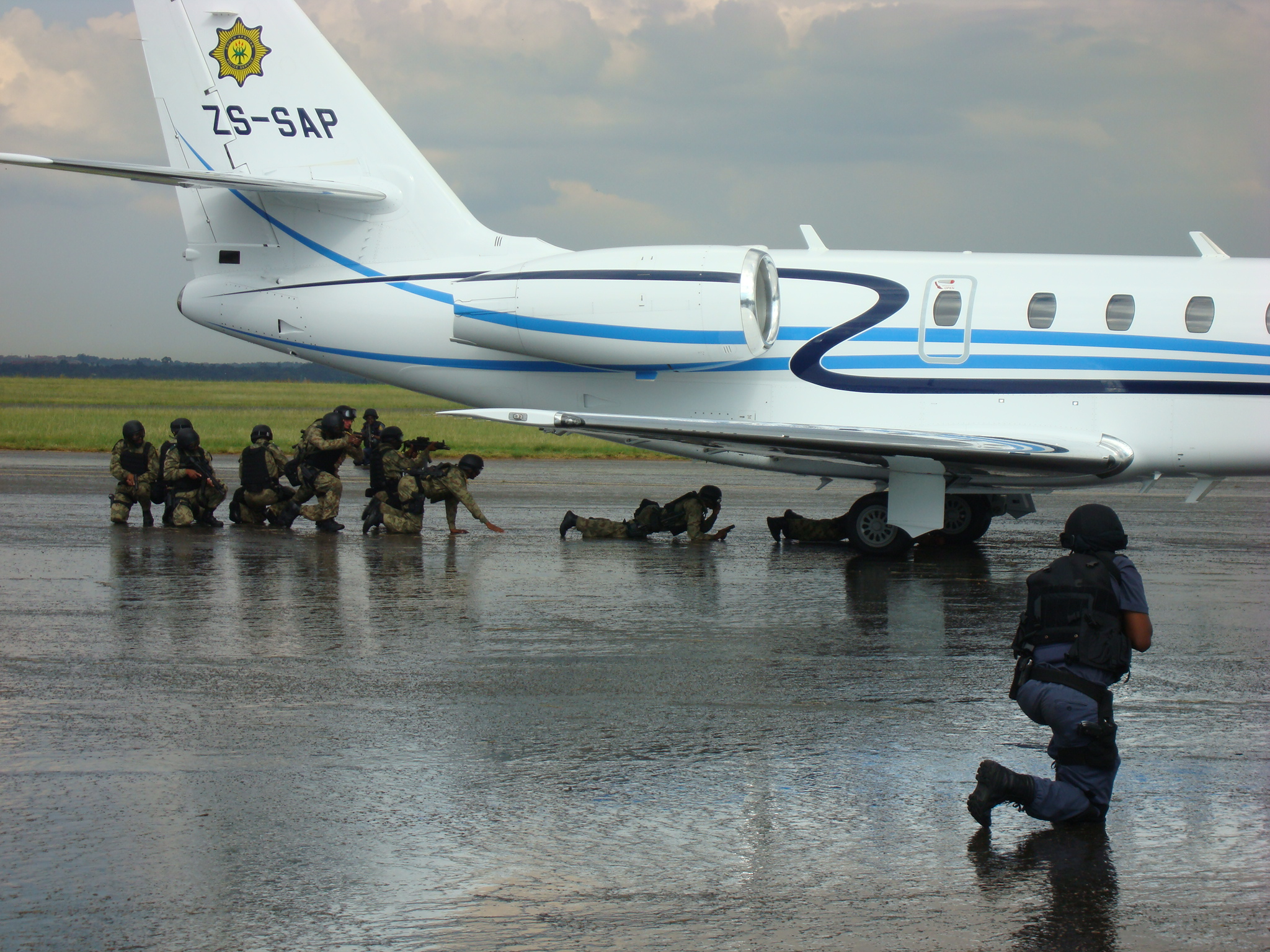
ハイジャック訓練をするSTF隊員

南アフリカ警察特殊タスクフォース(英語: South African Police Service Special Task Force：SAPS-STF)は、南アフリカ警察（South African Police Service）の特殊部隊である。アメリカのSWATに相当するが、空挺技術や潜水技術も体得し、軍隊と同様の野戦能力を持つ。

## 沿革

### 対テロ部隊
1967年から南アフリカ警察（South African Police）はローデシアでの対テロ任務に携わり、対ゲリラ戦に関するノウハウを持っていた。しかし1972年に黒い九月によるミュンヘンオリンピック事件が発生したことを受けて、警察にも特殊部隊を設立することになり、国防軍特殊部隊旅団からの訓練や装備の調達、イスラエルの要人警護やローデシア、ナミビアなどでの実戦を経て1976年に正式な部隊となった。
SAPS-STFは1980年代からハイジャックの解決、暴動鎮圧、対ゲリラ戦といった作戦に参加。また、南アフリカだけでなくナミビアでの作戦にも投入され南西アフリカ警察対不正規戦部隊の設立に関わったとも言われている。

### アパルトヘイト以降
アパルトヘイト廃止後、SAPS-STFは治安の急激に悪化したプレトリアやダーバン、ケープタウンなどで治安維持任務に参加している。また、2013年に死去したネルソン・マンデラの葬儀においては要人警護の任務を担当している。

## 装備

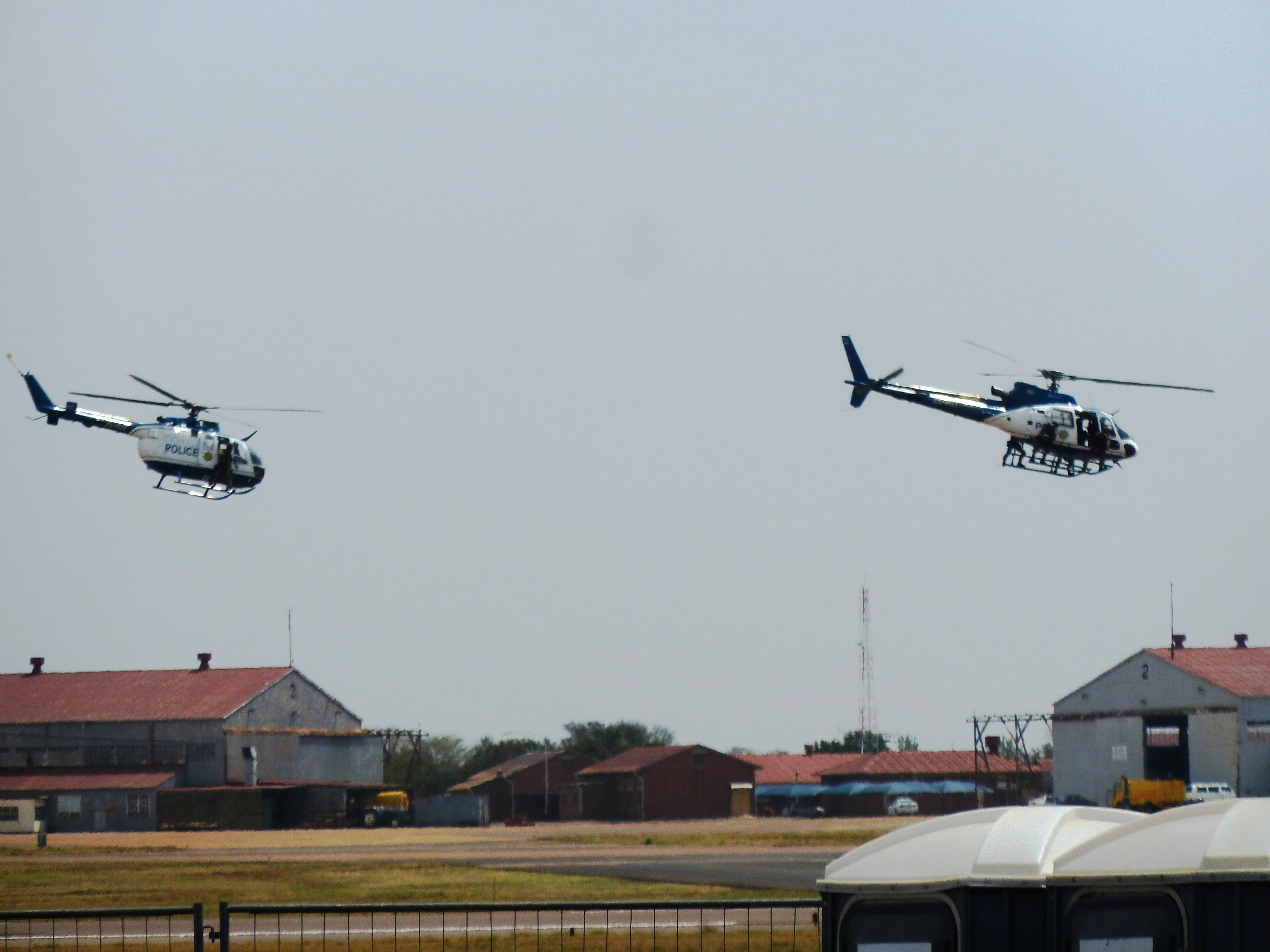
STFが運用するヘリコプター

- H&K USP
- H&K MP5
- ベクター R5
- ベクター R1
- L96A1
- マクミラン TAC-50
- ベレッタ RS散弾銃
- FN MAG
- ブローニング MG4
- ダネルMGL
- M26手榴弾

スタングレネード
- 煙幕手榴弾

## 類似組織
- リアクション・ユニット（Reaction Unit）

地域警察の警察特殊部隊。2000年に介入ユニット(National Intervention Unit)に再編された。
- 鉄道港湾警察特殊タスクフォース

南アフリカに存在していた特殊部隊。列車や船舶内でのハイジャックなどを想定していたが、1986年に鉄道港湾警察が南アフリカ警察に統合されたことにより統合・廃止された。

## リンク
- 公式サイト
- 警察特殊タスクフォースのドキュメンタリー番組